# 바카라 (카드 게임)

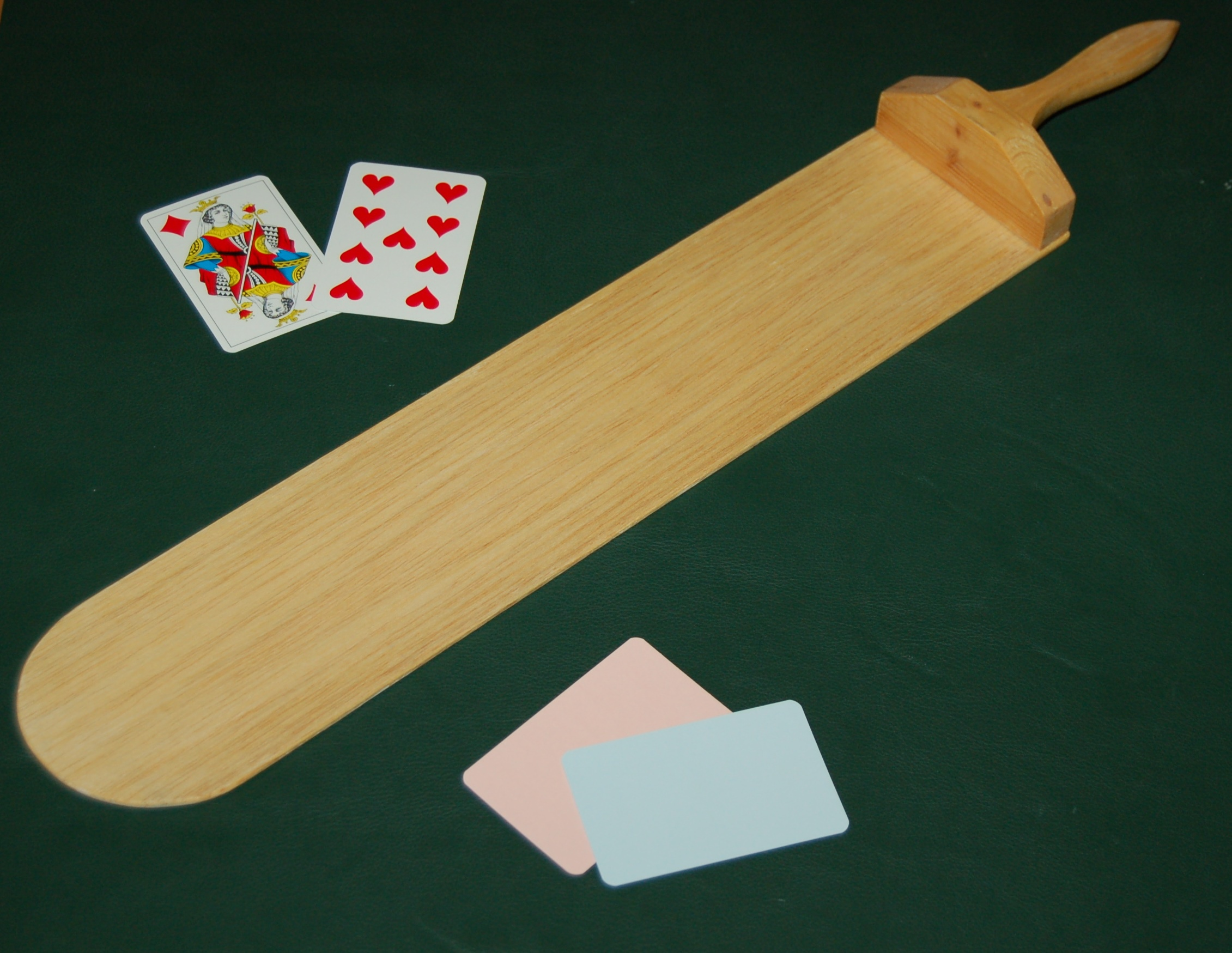
바카라 팔레트와 카드

바카라(프랑스어: baccara, 이탈리아어: baccarà, baccarat)는 카드 게임의 일종이다. 주로 카지노에서 플레이되지만, 과거에는 하우스 파티와 개인 도박장에서 인기가 있었다. 이 게임의 기원은 중국, 일본, 한국의 선구자들의 혼합이며, 이후 프랑스의 더 빠른 버전이 뒤따르며 유럽에서 인기를 얻었고, 오늘날 가장 흔히 플레이되는 버전은 쿠바에서 유래했다.
이 게임은 "플레이어"와 "뱅커"라는 두 핸드 사이에서 진행되는 비교 카드 게임이다. 각 바카라 쿠프(플레이 라운드)에는 "플레이어" (플레이어가 더 높은 점수를 가짐), "뱅커", 그리고 "타이"의 세 가지 가능한 결과가 있다.
이 게임에는 세 가지 인기 있는 변형이 있다: 푼토 방코, 바카라 슈맹 드 페르, 그리고 바카라 방크 (또는 아 되 타블로). 푼토 방코에서는 각 플레이어의 움직임이 플레이어가 받은 카드에 의해 결정된다. 반면 바카라 슈맹 드 페르와 바카라 방크에서는 두 플레이어 모두 선택을 할 수 있다. 승리 확률은 뱅크에 유리하며, 하우스 엣지는 최소 1%이다.

## 역사

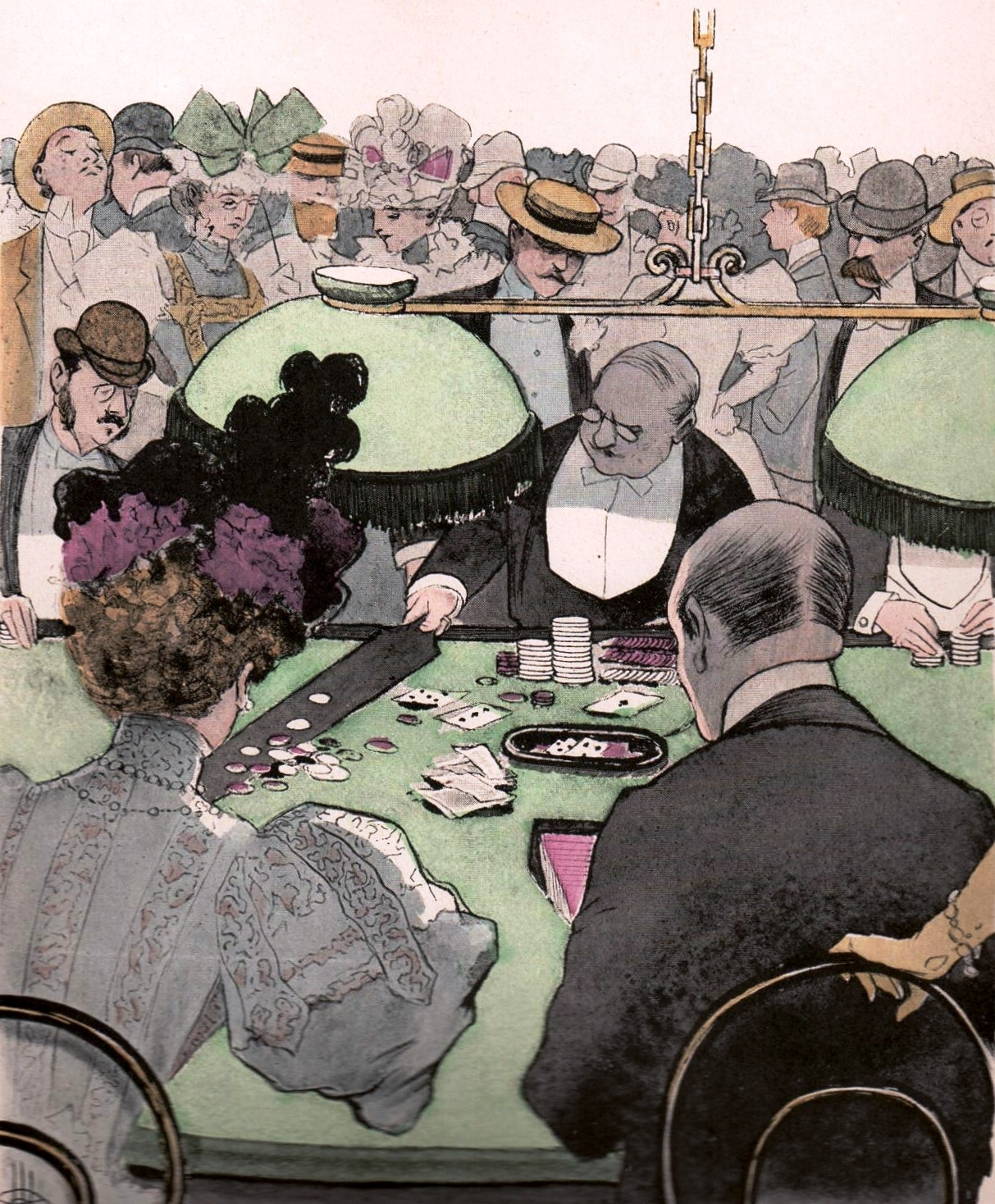
1897년 바카라 플레이어들의 삽화

이 게임의 기원은 논쟁의 여지가 있다. 일부 출처는 19세기에 시작되었다고 주장하고, 다른 출처는 샤를 8세의 통치 기간 동안 이탈리아 전쟁에서 돌아온 군인들에 의해 15세기 말 이탈리아에서 프랑스로 도입되었다고 주장한다.
데이비드 팔레트는 마카오를 바카라의 직접적인 전신으로 간주한다. 그 이름과 규칙은 17세기 초부터 산장, 오이초카부, 가보잡기와 같은 유사한 카드 게임이 플레이되었던 아시아에서 선원들이 돌아오면서 전해졌을 수 있음을 시사한다. 마카오는 18세기 말 유럽에 등장하여 모든 계층에게 인기가 있었다. 그 악명으로 인해 사르데냐의 비토리오 아메데오 3세는 1788년 자신의 모든 영토에서 이 게임을 금지했다. 런던의 독점적인 젠틀맨즈 클럽인 와티어(Watier's)에서 가장 인기 있는 게임이었으며, 보 브러멜을 파산에 이르게 했다. 19세기 후반에는 거의 순수한 우연의 도박 게임으로 불법으로 선언되었지만, 에드워드 7세가 될 웨일스 공을 포함한 상류사회에서는 여전히 엄청난 인기를 누렸다. 그는 1890년 왕실 바카라 스캔들 이후 법정에서 증언해야 했으며, 요크셔 트랜비 크로프트(Tranby Croft)에서 열린 게임 중 한 플레이어가 사기를 쳤다는 혐의를 받았다. 아르투어 슈니츨러의 1926년 소설 밤의 게임(Spiel im Morgengrauen)에 나오는 시합에는 바카라라는 이름으로 마카오의 규칙이 포함되어 있다. 미국에서의 인기는 20세기 초 이후 줄어들었다. 이 게임은 여전히 유럽 대륙, 특히 러시아에서 인기를 얻고 있다. 마카오와 빅토리아처럼 바카라는 19세기 러시아에서 금지되었지만, 규칙은 게임 서적에 계속 인쇄되었다.
바카라는 19세기부터 프랑스 귀족들 사이에서 인기가 있었다.(p. 230). 1907년 카지노 도박이 합법화되기 전, 프랑스 사람들은 개인 도박실에서 바카라를 흔히 즐겼다. 이 시기에 바카라 방크는 바카라의 가장 초기 형태로, 세 명의 플레이어가 하는 게임이며 샤를 반테나크(Charles Van-Tenac)의 알범 데 쥬(Album des jeux)에 언급되어 있다. 이후 슈맹 드 페르(Chemin de Fer)는 바카라 방크에서 두 명의 플레이어가 하는 제로섬 게임으로 발전했다. 슈맹 드 페르는 19세기 후반에 처음 등장한 버전이다. 그 이름은 "철도"를 뜻하는 프랑스어에서 유래했는데, 이 버전이 원본 게임보다 더 빠르기 때문이다. 철도는 당시 가장 빠른 운송 수단이었다. 이 바카라 버전은 프랑스에서 여전히 가장 인기가 많다.
푼토 방코 바카라는 플레이어 또는 뱅커 핸드가 이길지에 베팅하는 방식으로, 현대 바카라 발전의 중요한 변화였다. 1940년대 아바나에서 하우스 뱅크 게임으로 발전했으며, 현재 세계 대부분 지역에서 가장 인기 있는 현대적인 형태이다.

## 핸드 가치 평가
바카라에서 2부터 9까지의 카드(모든 무늬)는 액면가로 점수를 계산하며, 10, 잭, 퀸, 킹은 점수 가치가 없어 0점이다. 에이스는 1점이며, 조커는 사용되지 않는다. 핸드는 모듈로 10으로 평가된다. 즉, 구성 카드 합계의 일의 자리 숫자에 따라 가치가 결정된다. 예를 들어, 2와 3으로 구성된 핸드는 5점이며, 6과 7로 구성된 핸드는 합계가 13이므로 일의 자리 숫자인 3점이다. 따라서 바카라에서 가장 높은 가능한 핸드 가치는 9점이다.

## 버전

### 푼토 방코
푼토 방코는 오늘날 미국에서 가장 많이 플레이되는 바카라 버전이다.(p. 231) 푼토 방코에서는 카지노가 항상 게임을 뱅크하며, 각 핸드가 드로잉 선택을 하는 역사적인 바카라 게임과 달리 "타블로"(프랑스어: "판")로 알려진 고정된 드로잉 규칙에 따라 두 핸드를 모두 플레이한다. 플레이어(푼토)와 뱅커(방코)는 각 쿠프에서 처리되는 두 핸드에 대한 지정일 뿐이며, 베터가 지원할 수 있는 두 가지 결과이다. 플레이어 핸드는 도박꾼과 특별한 관련이 없으며, 뱅커 핸드도 하우스와 관련이 없다.
푼토 방코는 섞인 6개 또는 8개의 카드 덱이 들어 있는 슈에서 카드를 분배한다. 일곱 번째 마지막 카드 앞에 컷 카드를 놓으며, 컷 카드의 등장은 슈의 마지막 쿠프를 나타낸다. 딜러는 첫 번째 카드를 위로 향하게 버닝하고, 그 수치 값(에이스는 1, 그림 카드는 10)에 따라 그만큼의 카드를 아래로 향하게 버닝한다. 각 쿠프에서 "플레이어"부터 시작하여 핸드 사이를 번갈아 가며 각 핸드에 두 장의 카드를 위로 향하게 분배한다. 카지노 딜러는 총계를 부를 수 있다(예: "플레이어 5, 뱅커 3"). 이 단계에서 플레이어 또는 뱅커 또는 둘 다 8 또는 9의 총계를 달성하면 쿠프는 종료되고 결과가 발표된다: 플레이어 승리, 뱅커 승리 또는 타이. 어느 핸드도 8 또는 9가 아니면, 플레이어가 세 번째 카드를 받아야 하는지 결정하기 위해 드로잉 규칙이 적용된다. 그런 다음, 플레이어에게 드로잉된 카드의 값에 따라 뱅커가 세 번째 카드를 받아야 하는지 결정하기 위해 드로잉 규칙이 적용된다. 쿠프는 종료되고, 결과가 발표되며, 승리한 베팅은 지급된다.
푼토 방코는 순전히 확률 게임이므로 도박꾼의 베팅이 합리적으로 동기 부여될 수 없다.(p. 230)

#### 드로잉 규칙 타블로
플레이어나 뱅커가 처음 두 카드에서 합계 8 또는 9 ("내추럴"이라고 함)를 받지 못하면, 타블로를 참조하여 먼저 플레이어의 규칙을 적용하고, 그 다음 뱅커의 규칙을 적용한다.
플레이어 규칙
플레이어가 초기 합계가 5 이하이면 세 번째 카드를 뽑는다. 플레이어가 초기 합계가 6 또는 7이면 스탠드한다.
뱅커 규칙
플레이어가 스탠드했다면 (즉, 두 장의 카드만 가졌다면), 뱅커는 자신의 핸드만 보고 플레이어와 동일한 규칙에 따라 행동한다. 즉, 뱅커는 합계 5 이하면 세 번째 카드를 뽑고, 합계 6 또는 7이면 스탠드한다.
플레이어가 세 번째 카드를 뽑았다면, 뱅커는 다음과 같은 더 복잡한 규칙에 따라 행동한다:
- 뱅커 총합이 2 이하이면, 플레이어의 세 번째 카드와 관계없이 세 번째 카드를 뽑는다.
- 뱅커 총합이 3이면, 플레이어의 세 번째 카드가 8이 아닌 한 세 번째 카드를 뽑는다.
- 뱅커 총합이 4이면, 플레이어의 세 번째 카드가 2, 3, 4, 5, 6 또는 7이면 세 번째 카드를 뽑는다.
- 뱅커 총합이 5이면, 플레이어의 세 번째 카드가 4, 5, 6 또는 7이면 세 번째 카드를 뽑는다.
- 뱅커 총합이 6이면, 플레이어의 세 번째 카드가 6 또는 7이면 세 번째 카드를 뽑는다.
- 뱅커 총합이 7이면, 스탠드한다.

| 뱅커 총합 | 플레이어의 세 번째 카드 | 플레이어의 세 번째 카드 | 플레이어의 세 번째 카드 | 플레이어의 세 번째 카드 | 플레이어의 세 번째 카드 | 플레이어의 세 번째 카드 | 플레이어의 세 번째 카드 | 플레이어의 세 번째 카드 | 플레이어의 세 번째 카드 | 플레이어의 세 번째 카드 |
| 뱅커 총합 | 0                       | 1                       | 2                       | 3                       | 4                       | 5                       | 6                       | 7                       | 8                       | 9                       |
| --------- | ----------------------- | ----------------------- | ----------------------- | ----------------------- | ----------------------- | ----------------------- | ----------------------- | ----------------------- | ----------------------- | ----------------------- |
| 0–2       | H                       | H                       | H                       | H                       | H                       | H                       | H                       | H                       | H                       | H                       |
| 3         | H                       | H                       | H                       | H                       | H                       | H                       | H                       | H                       | S                       | H                       |
| 4         | S                       | S                       | H                       | H                       | H                       | H                       | H                       | H                       | S                       | S                       |
| 5         | S                       | S                       | S                       | S                       | H                       | H                       | H                       | H                       | S                       | S                       |
| 6         | S                       | S                       | S                       | S                       | S                       | S                       | H                       | H                       | S                       | S                       |
| 7         | S                       | S                       | S                       | S                       | S                       | S                       | S                       | S                       | S                       | S                       |

카지노 딜러는 타블로에 따라 카드를 분배하고, 승리한 핸드(플레이어 또는 뱅커)를 발표한다. 패배한 베팅은 회수되고, 승리한 베팅은 하우스 규칙에 따라 지급된다. 일반적으로 플레이어 베팅에는 1:1의 짝수 배당률이 지급되고, 뱅커 베팅에는 19:20이 지급된다(승리 시 하우스에 "5% 수수료"가 붙는 짝수 배당률).
만약 플레이어와 뱅커 모두 딜 종료 시 동일한 총 가치를 가진다면, 카지노 딜러는 "에갈리테 – 타이 베팅 승리"를 선언한다. 모든 타이 베팅은 8:1 배당률로 지급되며, 플레이어 또는 뱅커에 대한 모든 베팅은 제자리에 남아 다음 게임에도 유효하다(고객은 카지노 규칙에 따라 이 베팅을 철회할 수도 있고 철회하지 못할 수도 있다).

#### 카지노 제공
미국에서는 푼토 방코의 풀 스케일 버전이 일반적으로 주 게임장과 분리된 로프가 쳐진 구역이나 개인실의 큰 테이블에서 플레이된다. 이 게임은 하이 롤러들이 주로 이용하며, 한 번에 수만에서 수십만 달러를 베팅할 수 있다. 최소 베팅액이 비교적 높으며, 종종 $100에서 시작하여 $500까지 올라간다. 공지된 최대 베팅액은 종종 플레이어에게 맞춰 조정된다. 테이블에는 게임 진행을 지시하는 카지노 딜러와 세금 계산 및 베팅 수금/지급을 담당하는 두 명의 딜러가 배치된다. 6개 또는 8개의 카드 덱이 사용되며, 일반적으로 카지노 딜러와 딜러들만 섞는다. 슈는 플레이어 중 한 명이 잡고, 카지노 딜러의 지시에 따라 타블로에 따라 카드를 분배한다. 플레이어가 이기면 슈는 가장 많이 이긴 베터에게 가거나, 카지노의 관행에 따라 테이블 주변 시계 방향으로 다음 사람에게 이동한다. 슈는 거부될 수 있거나, 카지노 딜러에게 딜을 요청할 수 있다.

#### 배당률과 전략
푼토 방코는 카지노 테이블 게임 중 하우스 엣지가 가장 낮은 게임 중 하나이기도 하고, 가장 높은 게임 중 하나이기도 하다. 플레이어 베팅은 대부분의 카지노 베팅에 비해 하우스 엣지가 1.24%로 낮고, 뱅커 베팅은 (승리 시 5% 수수료를 고려하면) 1.06%로 더 낮다. 대조적으로, 8:1로 지급되는 타이 베팅은 14.4%의 높은 하우스 엣지를 가지고 있다. 영국 대부분의 카지노는 타이 베팅에 9:1을 지급하여 약 4.85%의 하우스 엣지를 발생시킨다.
| 뱅크/방코 승리 시     | 1.06% |
| 플레이어/푼토 승리 시 | 1.24% |
| 타이 시 (8:1 배당)    | 14.4% |
| 타이 시 (9:1 배당)    | 4.85% |

카드 카운팅을 사용하여 하우스 엣지를 약 0.05% 줄일 수 있다. 엣지 소팅이라는 기술과 함께 사용하면 바카라 플레이어는 카지노에 대해 상당한 우위를 얻을 수 있다.

#### 변형
미니 바카라는 작은 테이블에서 더 작은 최소/최대 베팅으로 플레이되는 푼토 방코 버전이다. 이 버전은 아시아 지역에서 흔히 플레이되며, 더 캐주얼한 플레이어들, 특히 아시아 출신 플레이어들에게 인기가 있다.
뱅커가 6으로 이겼을 때를 제외하고 승리한 뱅커 베팅에 이븐 머니(even money)가 지급되는 미니 바카라 변형(95% 대신)이 있는데, 이 경우 뱅커 베팅은 1:2(베팅 금액의 50%)를 지급하며, 슈퍼 6, 푼토 2000 등 다양한 이름으로 불린다. 슈퍼 6에서 뱅커 베팅의 하우스 엣지는 일반 커미션 바카라의 1.058%에 비해 1.46%이다. 이는 수수료를 17.45%에서 5.87%로 증가시키는 것과 같다. 뱅커는 8덱 슈에서 약 5번 정도 6으로 이긴다. 하우스 엣지가 증가하는 것 외에도, 슈퍼 6 변형은 6으로 이기는 경우를 제외하고는 승리한 뱅커 베팅에 대한 수수료를 계산하고 징수하는 시간이 소요되는 과정을 부분적으로 없애기 때문에 카지노에서 속도를 위해 사용된다.
EZ 바카라라는 유사한 변형에서는 승리한 뱅커 또는 플레이어 베팅 모두에 이븐 머니가 지급되지만, 세 번째 카드를 뽑은 후 뱅커가 총 7로 이기는 경우 뱅커 베팅은 푸시(무승부)가 된다. 이 게임에는 두 가지 추가 옵션이 있는데, 드래곤 7은 뱅커 측에서 세 장의 카드로 7을 이기는 특정 베팅으로, 푸시 대신 40:1을 지급하고, 판다 8은 플레이어 측에서 세 장의 카드로 8을 이기는 베팅으로, 25:1을 지급한다.

### Chemin de fer
여섯 덱의 카드가 함께 섞여 사용된다. 플레이어는 일반적으로 타원형 테이블 주위에 무작위로 앉는다. 버려진 카드는 중앙으로 간다. 플레이는 카지노 딜러의 오른쪽에서 시작하여 시계 반대 방향으로 진행된다.
경기가 시작되면 한 플레이어가 뱅커로 지정되며, 이 플레이어가 카드를 분배한다. 다른 플레이어는 "펀터"이다. 뱅커의 위치는 게임 진행에 따라 시계 반대 방향으로 바뀐다. 각 라운드에서 뱅커는 자신이 위험을 감수할 의향이 있는 금액을 베팅한다. 그런 다음 다른 플레이어들은 순서대로 "고 뱅크"를 할지 선언하며, 현재 뱅크 전체에 상응하는 베팅으로 플레이한다. 최대 한 명의 플레이어만 "고 뱅크"를 할 수 있다. 아무도 "고 뱅크"를 하지 않으면, 플레이어들은 순서대로 베팅을 한다. 플레이어들의 총 베팅액이 뱅크보다 적으면, 관찰하던 구경꾼들도 뱅크 금액만큼 베팅할 수 있다. 플레이어들의 총 베팅액이 뱅크보다 많으면, 뱅커는 뱅크를 늘려 맞출 수 있다. 그렇지 않으면 초과 베팅은 역순으로 제거된다.
뱅커는 네 장의 카드를 뒤집어 분배한다. 두 장은 자신에게, 두 장은 나머지 플레이어들이 공유하도록 한다. 가장 높은 개별 베팅을 한 플레이어(또는 가장 높은 베팅이 동점일 경우 플레이 순서상 첫 번째 플레이어)가 뱅커가 아닌 플레이어 그룹을 대표하도록 선택된다. 뱅커와 플레이어는 모두 자신의 카드를 본다. 둘 중 어느 한쪽이 8 또는 9를 가지고 있으면 즉시 발표하고 핸드를 위로 향하게 하여 비교한다. 어느 핸드도 8 또는 9가 아니면, 플레이어는 세 번째 카드를 받을지 거부할지 선택할 수 있다. 받기로 하면 카드는 위로 향하게 분배된다. 전통적인 관행 – 블랙잭의 기본 전략과 유사하게 수학에 기반을 두고 있으며, 다른 이해관계자들의 돈이 걸려 있으므로 사회적 제재를 통해 더욱 강화된다 –은 핸드 합계가 0에서 4 사이일 경우 항상 카드를 받고, 6 또는 7일 경우 항상 카드를 거부하도록 지시한다. 플레이어가 마치면 뱅커는 차례로 또 다른 카드를 받을지 거부할지 결정한다. 뱅커와 대표 플레이어 모두 결정을 내리면 핸드는 위로 향하게 되고 비교된다.
비교했을 때 플레이어 핸드가 뱅커 핸드를 초과하면 각 베팅 플레이어는 자신의 베팅액과 은행에서 상응하는 금액을 돌려받고, 뱅커의 위치는 순서대로 다음 플레이어에게 넘어간다. 뱅커 핸드가 플레이어 핸드를 초과하면 모든 베팅은 몰수되어 은행에 들어가고, 뱅커의 위치는 변경되지 않는다. 동점인 경우, 베팅은 다음 핸드에도 그대로 유지된다.
뱅커가 철회하기를 원할 경우, 새 뱅커는 현재 뱅크 총액과 동일한 금액을 걸 의향이 있는 순서대로 첫 번째 플레이어가 된다. 아무도 이 금액을 걸 의향이 없으면, 새 뱅커는 순서대로 다음 플레이어가 되며, 뱅크는 그들이 걸고자 하는 금액으로 재설정된다. 많은 게임에는 정해진 최소 뱅크 또는 베팅 금액이 있다.
순전히 확률 게임인 푼토 방코와 달리, 슈맹 드 페르는 플레이어 기술 요소가 포함되어 있다.(p. 231)

### 바카라 방크
바카라 방크에서는 뱅커의 위치가 슈맹 드 페르에 비해 더 영구적이다. 슈에는 세 개의 섞인 덱이 들어 있다. 뱅커는 은퇴하거나 걸 돈이 없어지지 않는 한, 이 모든 카드가 처리될 때까지 자신의 역할을 유지한다.
뱅커는 처음에 경매를 통해 결정된다. 즉, 가장 큰 금액을 걸겠다고 약속하는 플레이어에게 주어진다. 일부 집단에서는 플레이어 명단에 먼저 이름을 올린 사람이 첫 뱅크를 가질 권리가 있으며, 적절하다고 생각하는 금액을 걸 수 있다.
뱅커가 결정되면 카지노 딜러 맞은편에 앉고, 버려진 카드 영역은 그 사이에 놓인다. 뱅커의 양쪽에는 펀터들이 앉는다(전통적으로 10명이 풀 테이블을 이룬다). 다른 플레이어는 직접 앉을 수 없으며, 활성 플레이어의 베팅이 뱅커의 베팅액을 충당하지 못할 때만 베팅할 수 있다.
카지노 딜러는 카드를 섞은 다음 오른쪽 펀터 한 명, 왼쪽 펀터 한 명, 그리고 뱅커에게 다시 섞도록 요청하고, 마지막으로 무작위 플레이어를 선택하여 컷을 한다. 모든 플레이어가 베팅을 한 후, 뱅커는 한 장의 카드를 오른쪽 펀터에게, 두 번째 카드를 왼쪽 펀터에게, 세 번째 카드를 자신에게 분배한다. 이것은 두 번 반복되어 테이블에 6장의 카드가 놓인다. 각 측은 해당 측에 분배된 카드에만 따라 승패가 결정된다. 8 또는 9로 뒤집기, 카드 제안 및 수락 등의 규칙은 슈맹 드 페르와 동일하다.
각 펀터는 자신이 이기거나 동점인 한 자신의 쪽 카드를 계속 보유한다. 지면 다음 핸드는 순서대로 다음 플레이어에게 분배된다.
각 측에서 어떤 플레이어든 슈맹 드 페르처럼 "고 뱅크"를 할 수 있다. 반대편 두 플레이어가 "고 뱅크"를 원할 경우, 각 플레이어는 뱅크의 절반을 베팅한다.
고 뱅크를 하는 플레이어는 자신이 지기 전까지 여러 번 할 수도 있고, 셰발(cheval) 방식으로, 즉 두 핸드에 각각 스테이크의 절반을 걸 수도 있다. 고 뱅크를 하고 진 플레이어도 다시 고 뱅크를 할 수 있지만, 세 번째로 지면 더 이상 할 수 없다.
뱅커는 한 핸드를 플레이해야 하지만, 그 이후에는 언제든지 은퇴할 수 있다. 은퇴할 때, 그들은 은퇴하는 금액을 명시해야 한다. 그러면 다른 플레이어(순서대로)가 뱅크를 계속할 수 있으며, 동일한 스테이크로 시작하여 처리되지 않은 카드에서 딜을 한다. 은퇴하는 뱅커는 이전에 자신의 후임자가 차지했던 자리에 앉는다.
뱅크가 비어도 뱅커는 뱅크 권한을 잃지 않고 자유롭게 더 많은 돈을 걸 수 있다.
만약 모든 펀터의 베팅이 뱅크 스테이크를 초과하면, 뱅커는 더 많은 돈을 걸 필요가 없다. 뱅커가 질 경우, 카지노 딜러는 뱅크에 돈이 떨어질 때까지 순서대로 펀터들에게 지불한다. 나머지는 반환된다. 그러나 뱅커는 베팅을 수락하고 자신의 스테이크를 늘리기로 선택할 수도 있다. 만약 그렇게 한다면, 뱅크는 무제한이 되며 뱅커는 모든 플레이어가 걸은 모든 베팅을 커버하거나 뱅크를 포기해야 한다.

### 마카오
마카오는 두 덱의 카드를 섞어 사용한다. 펀터는 뱅커를 상대로 (합의된 한도 내에서) 베팅한다. 처음에 뱅커는 모든 플레이어에게 시계 방향으로 한 장의 카드를 뒤집어 분배한다. 펀터의 목표는 뱅커의 카드 값을 이기거나 베팅을 잃을 위험을 감수하는 것이다. 동점인 경우, 더 적은 카드로 같은 값을 가진 사람이 이긴다. 뱅커는 값과 카드 수가 모두 동점인 경우 이긴다(초기 버전에서는 모든 베팅이 무효화된다). 내추럴 9를 받은 펀터는 뱅커도 내추럴 9를 가지고 있지 않은 한 베팅 금액의 세 배를 받는다. 내추럴 8로 이기면 두 배를 받고, 7 이하로 이기면 베팅과 동일한 금액만 받는다. 플레이어는 추가 카드를 요청할 수 있으며, 이 카드는 위로 향하게 분배된다. 만약 10 또는 그림 카드인 경우, 거부하고 다른 카드를 요청할 수 있다. 이 게임의 초기 버전에서는 추가 카드로 9를 넘기면 블랙잭처럼 "버스트"가 되지만, 후기 버전에서는 다른 게임처럼 모듈로 10 계산을 사용한다. 뱅커를 페어로 이겨도 베팅과 동일한 금액만 받는다. 덱이 소진되면 뱅커의 왼쪽에 있는 플레이어가 새로운 뱅커가 된다.
빅토리아는 플레이어가 처음에 두 장의 카드를 받는 마카오의 변형이다.

## 경제
미국 카지노는 바카라 플레이에서 점점 더 많은 수익을 창출하고 있다. 예를 들어, 2012년 5월 네바다주는 전체 테이블 게임 수익의 18.3%만을 바카라에서 창출했다. 그러나 2013년 5월에는 이 비율이 33.1%로 증가했고, 2014년 5월에는 45.2%로 상승했다.
바카라는 마카오에서 가장 중요한 테이블 도박 게임이며, 바카라 플레이에서 얻는 세금은 마카오의 가장 큰 단일 공공 자금원이다.(p. 22) 2014년 마카오 카지노 총수입의 약 91%가 푼토 방코 변형에서 나왔다.

## 대중문화에서

### 왕실 바카라 스캔들
1891년의 트랜비 크로프트 사건과 윌리엄 고든 커밍의 후속 소송은 미래의 에드워드 7세가 연루되었기 때문에 왕실 바카라 스캔들로 알려졌다. 웨일스 공이 이 사건에 연루되었기 때문에 언론의 엄청난 관심을 끌었으며, 바카라를 대중에게 널리 알리는 계기가 되었다. 신문에 실린 스캔들 기사에는 게임 규칙도 포함되어 있었다. 이 스캔들은 뮤직홀 노래와 연극의 주제가 되었다.

### 제임스 본드
바카라 슈맹 드 페르는 이언 플레밍이 창조한 가상의 비밀 요원인 제임스 본드가 가장 좋아하는 게임이다. 본드는 수많은 소설에서 이 게임을 플레이하는데,(p. 231) 특히 1953년 데뷔작인 카지노 로얄에서는 본드와 스메르시 요원 르 시프 간의 게임을 중심으로 줄거리의 많은 부분이 전개된다. 소설의 무삭제판에는 독자들이 게임에 익숙하지 않을 경우를 대비한 게임 입문서가 포함되어 있다. 또한 캐릭터를 다룬 여러 영화에서도 이 게임이 등장한다.(p. 231) 여기에는 1954년 TV 각색판인 카지노 로얄 (본드가 르 시프를 파산시켜 소련 상급자들에 의해 제거되도록 하는 내용), 007 살인번호 (본드가 영화에서 처음 등장할 때 이 게임을 플레이하는 장면), 007 썬더볼 작전, 1967년 버전의 카지노 로얄 (본드 영화 중 가장 상세한 바카라 게임 장면), 007 여왕폐하 대작전, 007 유어 아이스 온리, 그리고 007 골든 아이가 포함된다.
2006년 영화 카지노 로얄에서는 촬영 당시의 포커 붐으로 인해 바카라가 텍사스 홀덤 포커로 대체되었다.

### 필 아이비 논란
엣지 소팅이라는 이점 플레이 기술은 2012년에 영국의 한 카지노가 프로 도박사 필 아이비가 이 기술을 사용하여 하우스에 대해 이점을 얻었다고 판단한 후 약 1,100만 달러를 지급하지 않으면서 주목을 받았다. 같은 해 아이비는 여성 동반자와 함께 애틀랜틱 시티의 보르가타 카지노에서 엣지 소팅으로 960만 달러를, 이 수익을 걸고 크랩스를 플레이하여 50만 달러를 더 벌었다. 보르가타는 그의 승리 후 돈을 지급했지만, 2014년 감시 카메라 영상이 그가 카드의 뒷면 결함을 이용하기 위해 딜러를 조작하여 덱의 특정 카드를 회전시켰다는 것을 보여준 후 아이비를 고소했다. 보르가타는 승소하여 1,010만 달러를 받았고, 아이비는 이를 지불하기를 거부했다. 2019년 2월, 보르가타는 아이비가 뉴저지주에 자산이 없으므로 네바다주에 있는 아이비의 자산을 추적하기 위해 미국 뉴저지 지방법원의 승인을 받았다. 아이비와 보르가타는 2020년 7월 합의에 도달했다.

## 같이 보기
- 섯다
- 룰렛
- 빠친코
- 슬롯머신